# 梅爾羅斯鎮區 (伊利諾伊州亞當斯縣)
梅爾羅斯鎮區（英語：Melrose Township）是位於美國伊利諾伊州亞當斯縣的一個行政鎮區。

## 地方資料
根據2010年美國人口普查的數據，梅爾羅斯鎮區的面積為120.60平方千米，當中陸地面積為115.50平方千米，而水域面積為0.60平方千米。當地共有人口5613人，而人口密度為每平方千米46人。